# 三魂七魄
三魂七魄，是道教對於人魂魄的說法，謂人身有三魂七魄。三魂即：胎光、奭（ㄕˋ）靈、幽精；七魄為：尸狗、伏矢、雀陰、吞賊、非毒、除穢、臭肺。

## 道教文獻
《老子河上公章句》主張安「魂、魄、神、精、意」，以涵養五臟，認為肝藏魂，肺藏魄，心藏神，腎藏精，脾藏志；又天之鬼為魂，以「五氣」從鼻入藏於心，影響性情，地之鬼為魄，以「五味」從口入藏於胃，影響身形，口鼻為玄牝之門，是人身通感天地之門戶。
《黃庭經》主張食氣，存養太和，以「還魂返魄」、「攝魂還魄」，可不死而得入黃寧。務成子注《黃庭經》，謂誦讀黃庭，能調和三魂，制煉七魄；除去三，安和六腑；五臟生華，色返孩童，百病不能傷，災禍不得干。
三魂七魄之並稱，最早載於《抱朴子》。謂守一存真，即可金水分形（分身之術），自見人身中有三魂七魄，更能接見天地神靈。
上清道書《靈書紫文上經》中有詳細解說，謂三魂七魄於特定時日，夜間出入肉身飄盪不定，道士須拘制之，以安神定形。
七魄名號為屍狗、伏矢、雀陰、吞賊、非毒、除穢、臭肺，乃身中濁鬼，當制止其伐身，三魂名號為胎光、爽靈、幽精（三魂與上元宮泥丸之赤子、中元宮絳房之真人、下元宮丹田之嬰兒，以及命門玄關之大君），皆為身中長生之神，當存守身內。太平經鈔甲部三魂七魄之語，當為從靈書紫文所增補。
陶弘景所編《真誥》載有種種法術攝受三魂七魄，能出惡夢，守魂魄，煉身形。
唐朝道書《太上除三尸九蟲保生經》敘述「煉陽魂而制陰魄」之法，並說學道者，當須順魂靈制尸魄，以陽消陰，令魂鍊魄，陰穢漸減，乃長生之道。
《雲笈七籤》引正一真人語，對三魂又增以新說，謂胎光，屬之於天，常欲得人清凈，久居人身，則能長生；爽靈，屬之於五行，常欲人機謀萬物，令人心勞氣散，多生禍福災衰刑害之事；幽精，屬之於地，常欲人好色嗜欲，令人穢亂昏暗、耽著睡眠，精華枯竭而名生黑簿鬼錄。並說有三魂會日，於此本會之日，誦人善惡。又說三魂，一主命，一主災衰，一主財祿；一常居本屬宮宿，一居水府，一居地府五嶽。人身唯七魄常居不散，至本命日，一魂歸降與魄相合。若三魂循環不絕，則百神交會，人安穩無病，若三魂不歸，則魄與五鬼為徒，令人行事昏亂，躭睡好眠，災患折磨。道教有種種法術，能拘魂制魄，使人漸至長生。
朱熹以及宋末道教學者俞琰認為三魂七魄非真指實數，以醫家謂肝屬東方木而藏魂，肺屬西方金而藏魄，九宮數以三居左，七居右，主張三七為九宮數，虛指五行。隋代蕭吉《五行大義》則提有多種異解，認為魂魄之數，乃配合種種陰陽五行八卦天地人之數，而為魂三魄七。

## 三魂
馬偕（George L. Mackay）經由生活觀察指出，漢人認為人有三個靈魂，人死後一個靈魂到看不見的精神世界（天堂、地府，或轉世），第二個靈魂進入墳墓裡，第三個則在家附近徘徊。第一個靈魂由道士負責，另兩個靈魂則由子孫照顧：第二個靈魂由親人通過整修墓地等方式照顧，第三個靈魂則安置在木製的神位中。
道教古稱「胎光、奭靈、幽精」，丹鼎派稱之為「元神、陽神、陰神」等。三魂生存於精神中，所以人身去世，三魂歸三線路。
- 天魂歸天路，到達空間天路。因天魂只是良知亦是不生不滅的「無極」，因有肉體的因果牽連，所以不能歸宗源地，只好被帶走上空間天路的寄託處，暫為其主神收押，這是所謂的「天牢」。[來源請求]
- 人魂、命魂則徘徊於墓地之間，因人魂本來是「祖德」歷代姓氏流傳接代之肉身。以七魄在身其性行之魄力，死亡後在墓地對神主，來來往往之走上人路之寄託處。[來源請求]
- 地魂歸地府，到達地獄，因地魂可知主魂的一切之因果報應，也可指使在世肉身之善惡，所以肉身死亡後，地魂再進因果是非之地。[來源請求]

直到再度輪迴，三魂才會重聚。

### 鸞書文獻
「儒宗神教」的鬼神觀裡，人是萬物之長，因此認為草木僅一魂，曰生魂，禽獸有二魂，一曰「生魂」能知生長走動，二曰「覺魂」能知痛苦與喜樂哀鳴之情，可以学习东西。人則有三魂，生魂、覺魂、靈魂。人死之後，如係在世作惡多端之人，乃下地獄，按其罪過受種種磨煉。

「儒宗神教」劃分三魂為生魂、覺魂、靈魂，和天主教神父利瑪竇《天主實義》中對魂的分類方式相同：
「西士曰：人有魂、魄，兩者全而生焉；死則其魄化散歸土，而魂常在不滅。吾入中國嘗聞有以魂為可滅，而等之禽獸者；其餘天下名教名邦，皆省人魂不滅，而大殊於禽獸者也。吾言此理，子試虛心聽之。世有生、覺靈三魂彼世界之魂有三品：⑴草木之生魂下品名曰生魂，即草木之魂是也。此魂扶草木以生長，草木枯萎，魂亦消滅。⑵禽獸之覺魂中品名曰覺魂，則禽獸之魂也，此能附禽獸長育，而又使之以耳目視聽，以口鼻啖嗅，以肢體覺物情，但不能推論道理，至死而魂亦滅焉。⑶人類之靈魂上品名曰靈魂，即人魂也。此兼生魂，覺魂，能扶人長養及使人知覺物情，而又使之能推論事物，明辨理義。人身雖死，而魂非死，蓋永存不滅者焉。」
明末清初的士人黃百家已注意到《天主實義》的三魂之說，並在著作中敘述。
《天主實義》的三魂之說，源自於希臘哲學家亞里斯多德的《靈魂論》，生魂即vegetative/nutritive soul，覺魂即senetive soul，靈魂即rational soul。這種劃分與中國傳統的「魂氣」思想不同，與佛教對「有情世間」和「無情世間」的劃分以及「六道輪迴」的思想也相衝突。
靈魂若有毛病，人就會痴呆。覺魂若有毛病，人就會發瘋，神經就會散亂。生魂若有毛病，人就容易生病。
人若死後生魂會消滅，靈魂就依因果循環六道之中輪迴。如果善業大於惡業便投胎至天界或人界，至天界靈魂和覺魂便會合一，至人間則舊覺魂消滅，再新生一覺魂一生魂投胎。如果惡業大於善業就至地獄道，靈魂會在地獄受刑受苦。只有農曆七月十五日才能至人間，覺魂則留在世間排徊，直到靈魂受苦完投胎至人界（人道和畜生道）覺魂便消滅，留在人間的覺魂有時可以受神主牌位讓人拜，有時在墓園流浪，有拜公媽的人比較不容易受覺魂作弄，沒拜公媽的人較容易受外來孤魂作弄。

## 七魄
七魄名尸狗、伏矢、雀阴、吞贼、非毒、除秽、臭肺，指喜、怒、哀、懼、愛、惡、慾，生存於物質中，所以人身去世，七魄也消失。之後再隨新的肉身產生「肉體及魄」則屬於「陽世的物質世界」。